# ناحیه استانتون، شهرستان شمپین، ایلینوی
ناحیه استانتون، شهرستان شمپین، ایلینوی (به انگلیسی: Stanton Township) یک منطقهٔ مسکونی در ایالات متحده آمریکا است که در شهرستان شمپین، ایلینوی واقع شده‌است. ناحیه استانتون ۵۰۵ نفر جمعیت دارد و ۲۰۴ متر بالاتر از سطح دریا واقع شده‌است.